# Бревдан
Бревдан (фр. Brévedent) насеље је и општина у северној Француској у региону Доња Нормандија, у департману Калвадос која припада префектури Лисје.
По подацима из 2011. године у општини је живело 158 становника, а густина насељености је износила 35,67 становника/km². Општина се простире на површини од 4,43 km². Налази се на средњој надморској висини од 85 метара (максималној 143 m, а минималној 62 m).

## Демографија
| 1962. | 1968. | 1975. | 1982. | 1990. | 1999. | 2011. |
| ----- | ----- | ----- | ----- | ----- | ----- | ----- |
| 62    | 94    | 86    | 94    | 101   | 146   | 158   |

График промене броја становника у току последњих година